# Cyprinus rubrofuscus
La carpa de Amur (Cyprinus rubrofuscus) es una especie de peces de la familia de los Cyprinidae en el orden de los Cypriniformes.

## Morfología
Los machos pueden llegar alcanzar los 28 cm de longitud total.

## Hábitat
Es un pez de agua dulce.

## Distribución geográfica
Se encuentra en Laos, Vietnam y China. También desde el río Amur hasta el río Rojo